# Avahi unicolor
Avahi unicolor, lémur lanudo de Sambirano, es una especie de mamífero primate de la familia Indriidae. Como todos los lémures es endémico de Madagascar y se distribuye por una pequeña zona al noroeste de la isla, en la región de Sambirano.
Es uno de los más pequeños del género, mide de 23 a 31 cm, más la cola que alcanza los 30 cm, y pesa algo menos de un kilogramo. El pelaje es lanoso, con el dorso marrón grisáceo y la cola más oscura y una mancha triangular beis en la inserción de esta. El pelaje del vientre es más fino y grisáceo. La cara posee pelos cortos y es algo más clara que el resto de la cabeza.
Los datos sobre su dieta, comportamiento y ecología en general son muy escasos. Su hábitat es la pluvisilva primaria, desde el nivel del mar hasta los 1600 m de altitud. Son nocturnos y arbóreos.
Su estatus en la Lista Roja de la UICN es de «Especie en peligro crítico de extinción», debido a su reducida área de distribución —menos de 820 km²— muy fragmentada y en continuo declive debido a la presión agrícola y a la recolección de leña.